# پیر جکسون
پیر جکسون (انگلیسی: Pierre Jackson؛ زادهٔ ۲۹ اوت ۱۹۹۱) بازیکن بسکتبال اهل ایالات متحده آمریکا است.